# Tržiščica
Tržiščica je eden izmed vodotokov v Ribniški dolini. Nastane iz več manjših potokov, med katerimi sta Zastava in Laščica. Teče mimo Žlebiča vzporedno z glavno cesto Ribnica–Ljubljana. Dolga je 20 km. Proti koncu svojega toka naredi še nekaj vijug po svoji vrezani naplavini, potem pa ponikne v požiralnikih Tentere, ene največjih kraških jam v Sloveniji. V bližini Žlebiča nad njo se nahaja staro gradišče, prazgodovinska naselbina. V njo se ob višjih vodah izliva tudi del reke Bistrice prek odvodnega kanala.